# George Tupou V
George Tupou V (officiële naam: Siaosi Tāufaʻāhau Manumataongo Tukuʻaho Tupou) (Tongatapu, 4 mei 1948 – Hongkong, 18 maart 2012) was de 23e koning van Tonga. Hij was de zoon van Taufa'ahau Tupou IV.
George Tupou V werd op zijn 18e verjaardag, kort na de kroning van zijn vader tot koning, aangewezen als kroonprins. Hij studeerde aan de Universiteit van Oxford. Al voor hij koning werd, was hij een invloedrijk man in de Tongaanse politiek. Zo was hij tussen 1979 en 1998 minister voor buitenlandse zaken.
Op 11 september 2006 volgde hij zijn overleden vader op. Hij nam hierbij de naam George Tupou V aan. Volgens de Tongaanse traditie zou hij in augustus 2007, na een officiële rouwperiode van een jaar, gekroond worden. In november 2006 woedden echter ernstige ongeregeldheden, waarbij een deel van de hoofdstad Nuku'alofa afbrandde. Vanwege de wederopbouw werd de kroning uitgesteld tot 1 augustus 2008.
Koning Siaosi Tupou V gedroeg zich als constitutioneel vorst en liet de regering over aan kabinet en parlement. Hij was niet getrouwd en had geen officiële kinderen. Hij had echter wel een buitenechtelijke dochter, genaamd ʻIlima Lei Kalaniuvalu (naam bij geboorte: Fifita Tohi).
Hij overleed in een ziekenhuis te Hongkong.